# Margarita af Grækenland
Prinsesse Margarita af Grækenland og Danmark (græsk: Πριγκίπισσα Μαργαρίτα της Ελλάδας και Δανίας) (født 18. april 1905, død 24. april 1981) var en græsk prinsesse, der var den ældste datter af Prins Andreas af Grækenland og Prinsesse Alice af Battenberg. Hun tilhørte Huset Slesvig-Holsten-Sønderborg-Glücksborg og blev gift med den tyske fyrste Gottfried af Hohenlohe-Langenburg i 1931.
Hun var storesøster til den tidligere britiske prinsgemal Prins Philip, hertug af Edinburgh.

## Biografi

### Tidlige liv

#### Fødsel og familie
Prinsesse Margarita blev født den 18. april 1905 på Kongeslottet i Athen. Hun var det ældste barn og datter af Prins Andreas af Grækenland og Danmark i hans ægteskab med Prinsesse Alice af Battenberg.
Prinsesse Margaritas far var en yngre søn af Kong Georg 1. og Dronning Olga af Grækenland, mens hendes mor var datter af Prins Ludvig af Battenberg i hans ægteskab med Dronning Victoria af Storbritanniens barnebarn Prinsesse Viktoria af Hessen og ved Rhinen. Prinsesse Margarita var Dronning Victorias første tipoldebarn.
I modsætning til tidens skik og brug overværede hendes far hendes fødsel, da hendes farmor dronning Olga mente, at "det kun er rimeligt, at mænd ser den lidelse, de forårsager deres koner, og som de helt undslipper". Hendes dåb den 11. maj 1905 blev overværet af hendes mormor og morfar.
Prinsesse Margarita havde fire yngre søskende: Prinsesse Theodora, Prinsesse Cecilie, Prinsesse Sophie og Prins Philip, den nu afdøde britiske prinsgemal til Dronning Elizabeth d. 2 af Storbritannien

#### Opvækst og eksil
Prinsesse Margarita og hendes søstre voksede indledningsvis op i Grækenland, indtil Prins Andreas i 1917 under Første Verdenskrig måtte gå i eksil sammen med sin bror, Konstantin 1. af Grækenland og resten af den græske kongefamilie. Familien tog ophold i Schweiz. Da familien kom tilbage til Grækenland i 1920, blev hendes far delvist bebrejdet for Grækenlands nederlag i den Græsk-tyrkiske krig (1919-1922). Kort tid efter blev der gennemført et statskup i Athen. Monarkiet blev afskaffet, og familien blev igen tvunget i eksil indtil genoprettelsen af det græske monarki i 1935.

### Ægteskab
Prinsesse Margarita giftede sig den 20. april 1931 i Langenburg i Tyskland med Arveprins Gottfried af Hohenlohe-Langenburg. Arveprins Gottfried var den ældste søn af Fyrst Ernst 2. af Hohenlohe-Langenburg i hans ægteskab med Prinsesse Alexandra af Sachsen-Coburg og Gotha. Arveprins Gottfrieds far havde været den sidste fyrste af det lille mediatiserede tyske fyrstendømme Hohenlohe-Langenburg, men havde mistet sin titel, da monarkierne blev afskaffet i Tyskland ved Novemberrevolutionen i 1918. Uofficielt fortsatte brugen af fyrstetitlen dog, også efter 1918. I ægteskabet mellem Margarita og Gottfried blev der født seks børn.

### Senere liv
Arveprins Gottfrieds far døde den 11. december 1950, hvorefter Gottfried blev familieoverhovede for fyrstehuset Hohenlohe-Langenburg.
Fyrst Gottfried døde den 11. maj 1960. Fyrstinde Margarita overlevede sin mand med 20 år og døde den 24. april 1981 i Langenburg.

## Ægteskab og børn
Prinsesse Margarita giftede sig den 20. april 1931 i Langenburg med Gottfried af Hohenlohe-Langenburg. De fik seks børn.

### Børn
- en dødfødt datter (1933–1933)
- Kraft (1935–2004), familieoverhoved for fyrstehuset Hohenlohe-Langenburg

⚭ 1965 Prinsesse Charlotte af Croÿ (født 1938)
- Beatrix (1936–1997)
- Georg Andreas (født 1938)

⚭ 1968 Prinsesse Louise af Schönburg-Waldenburg
- Rupprecht (1944–1978)
- Albrecht (1944–1992)

⚭ 1976 Marie–Hildegard Fischer